# Andreas Benedict Feilmoser
Andreas Benedict Feilmoser OSB (* 8. April 1777 in Hopfgarten im Brixental; † 20. Juli 1831 in Tübingen) war ein österreichischer katholischer Theologe und Hochschullehrer.

## Leben und Wirken
Der aus Tirol stammende Andreas Benedict Feilmoser besuchte von 1789 bis 1794 das Gymnasium in Salzburg und anschließend bis 1796 die Universität Innsbruck, wo er sich vor allem mit Philosophie beschäftigte. Danach trat er in das Benediktinerkloster Fiecht ein, wo er sich vor allem den orientalischen Sprachen zuwandte. Im Jahre 1801 wurde er zum Priester geweiht und unterrichtete am Kloster christliche Ethik und Kirchengeschichte. Außerdem wirkte er am Benediktinerkloster in Villingen. 1806 wurde er zum Professor an der Universität Innsbruck ernannt; dort erwarb er 1808 den theologischen Doktorgrad und lehrte Semitische Sprachen und Altes Testament, später aber auch Neues Testament und Klassische Philologie. Wegen seiner Veröffentlichungen wurde er öfters angegriffen, weil sie nicht mit der katholischen Lehrmeinung übereinstimmten. 1820 wechselte er an die Eberhard Karls Universität Tübingen, wo er bis zu seinem Tode an der dortigen Katholisch-theologischen Fakultät als Professor für das Neue Testament lehrte. 1825 hatte er für kurze Zeit dort das Amt des Rektors der Universität inne.

## Veröffentlichungen
- Einleitung in die Bücher des neuen Bundes. Wagner, Innsbruck 1810 (2. verbesserte u. vermehrte Auflage Laupp, Tübingen 1830) (Volltext).
- Auszug der hebräischen Sprachlehre nach Jahn. Wagner, Innsbruck 1813 (Volltext).
- Die Verketzerungskunst. In einem Beyspiele dem katholischen Theologen zur Würdigung vorgelegt. Herder, Rottweil 1820.